# Moord blijft moord
Moord blijft moord is een hoorspel van de Tsjechische auteur Peter Karvaš. Het werd onder de titel Kleine Enquête in het Duits vertaald door Heinrich Kunstmann en op 8 april 1969 door de Westdeutscher Rundfunk uitgezonden. Anne Ivitch vertaalde en bewerkte het en de VARA zond het uit op zaterdag 10 juli 1971. De regisseur was Jan C. Hubert. Het hoorspel duurde 89 minuten.

## Rolbezetting
- Hans Karsenbarg (Anton Belović, de jonge radioverslaggever)
- Jan Verkoren (Jonas, de radiotechnicus)
- Huib Orizand (hoofdredacteur Philip Hackel)
- Harry Bronk (redacteur Emil Hudeć)
- Kommer Kleijn (meneer Kotrus, de programmaleider)

in Antons reportages:
- Elisabeth Versluys (Eva Janigova, de moeder)
- Tonny Foletta (inspecteur Augustin Hyl)
- Fé Sciarone (Kristine Halova, een buurvrouw)
- Donald de Marcas (Ernest Kokstajn, de dokter)
- Frans Somers (Jaroslav Fussek, de officier van justitie)
- Eva Janssen (dr. Hana Hajkova, de verdedigster)
- Jan Wegter (ir. Cyril Janiga)
- Paul Deen (de bioloog, prof. dr. Inovecky)
- Johan te Slaa (de president van de rechtbank)
- Joke Hagelen & Jos van Turenhout (verdere medewerkenden)

## Inhoud
In dit hoorspel wordt het even netelige als veelledige probleem van de euthanasie om humane en medische reden vanuit sociaal en juridisch perspectief belicht. De radioverslaggever Anton Belović stelt in eigenmachtige programmaverandering zijn bandopnamen voor, die volgens hem niet in het archief mogen verdwijnen. Er wordt een "moord uit moederliefde" ter discussie gesteld. De "kleine enquête" van de reporter bestaat uit interviews met personen die bij het voorval betrokken zijn of er bijzondere interesse voor betonen, uit bedenkingen en overwegingen van de redactieraad aan wie Belović de interviews heeft laten horen, en uit een fragment van het proces tegen de vrouw die euthanasie pleegde…